# Дюпре, Даниэль
Даниэ́ль Люсье́н Андре́ Дюпре́ (фр. Danièle Lucienne Andrée Dupré; 16 ноября 1938, Гавр — 24 ноября 2013, Гавр) — люксембургская и французская певица, актриса и телеведущая. Представительница Люксембурга на конкурсе песни «Евровидение-1957».

## Биография

### Ранняя жизнь
Родилась 16 ноября 1938 года в Гавре. В детстве некоторое время провела в Бразилии. Вернувшись во Францию, снялась в фильме «Парижанка» и стала обучаться опере.

### «Евровидение»
В 1957 году была выбрана люксембургским национальным вещателем CLT с песней «Amours mortes (tant de peine)», чтобы представить Люксембург на втором конкурсе песни «Евровидение», проходившем в немецком городе Франкфурте-на-Майне, в итоге она набрала 8 баллов и разделила четвёртое место с представительницей Германии — Марго Хильшер. Дюпре исполнила простую песню, но сделала это драматически.

### Дальнейшая жизнь
В 1958 году Дюпре сыграла саму себя в телевизионном мюзикле «Cabaret du soir» и том же году ушла из музыкального бизнеса, осознав, что рок-н-ролл затмевает стиль, в котором она пела. В 1999 году она дала интервью французскому журналу «OGAE» (фан-клуб Евровидения). Дюпре также занималась дизайном интерьеров, ее самой известной работой стал терминал аэропорта Сан-Паулу.

### Смерть
Скончалась 24 ноября 2013 года в родном Гавре, спустя 8 дней после своего 75-летия. Похороны состоялись 4 декабря 2013 года, в 10:30 утра в церкви Сен-Мишель.

## Дискография[4][8]
- 1957 — «Amours mortes (tant de peine)»
- 1957 — «Ce n'Était pas Original»
- 1957 — «La gommeuse de 1900»
- 1957 — «La vieux marin» (совместно с Жоссом Базелли)
- 1957 — «Merci mon Dieu»
- 1957 — «Mon vieux marin»
- 1957 — «Paris java»
- 1958 — «Sarah»
- 1959 — «Tu me donnes»

## Фильмография[1]
- 1956 — «Le Cabinet des estampes»
- 1957 — «Trente-Six Chansons»
- 1957 — «Wirbel im Musikhotel»
- 1957 — «Парижанка»
- 1958 — «Cabaret du soir»
- 1958 — «Leichtes Artistengepäck»
- 1959 — «Tingel-Tangel Hamburg»